# فلیکس برزین
 فلیکس برزین (روسی: Фе́ликс Алекса́ндрович Бере́зин؛ زاده ۲۵ آوریل ۱۹۳۱ درگذشته ۱۴ ژوئیهٔ ۱۹۸۰) یک دانشمند اهل اتحاد جماهیر شوروی سوسیالیستی بود.